# Natujái
Natujái (del ruso: Натухай) es un aúl del raión de Tajtamukái en la república de Adiguesia de Rusia. Está situado cerca de la orilla derecha del río Sups, 7 km al sur de Tajtamukái y 93 km al noroeste de Maikop, la capital de la república. Tenía 341 habitantes en 2010
Pertenece al municipio de Tajtamukái.
Su nombre deriva del de la subetnia adigué natujatsy.

## Historia
En las inmediaciones de Natujái se hallan varios kurganes. El aul fue fundado en 1924 por colonos provenientes de Suvórov-Cherkeski, en el actual territorio de la ciudad de Anapa, del krai de Krasnodar.